# Оттар Вендельський Ворон
Оттар Вендельський Ворон (Ottar Vendelkråka; ? — близько 520) — напівлегендарний конунг Світьода у бл. 515—520 роках. Ім'я перекладається як «Грізний воїн». У «Історії Норвегії» його називають Отґере.

## Життєпис
Походив з династії Інґлінґів. Син конунга Еґіла. Панував над свеями разом з братом Онела, з яким попервах здійснював численні походи проти гетів. Оттар вів тривалі війни з Ґигелаком, конунгом гетів.
На відміну від батька Оттар відкинув союз з Фроде Сміливим, конунгом данів. Коли той запросив обіцяну Егілом данину, Оттар відповів, що свеї ніколи не платили данину данам. Тоді Фроді вирушив з військом до Свеаланду, висадився там, сплюндрував Світьод, перебив і взяв у полон багато народу.
Згідно з «Саги про Інґлінґів», коли Фроде Сміливий вирушив у набіг на Східний шлях. Дізнавшись про це, Оттар, спорядив військо до Данії. Коли він почув, що в Зеландії зібрано велике військо, він попрямував через Ересунн на захід, поплив на південь до Ютландії, увійшов у Лімфьорд і став грабувати у Венделі, він спалив і зовсім спустошив багато місць країни. Втім данські ярли Вотт й Фасте раптово напали на свеїв. Останні на чолі із Оттаром дали відсіч, але до данів прибуло підкріплення, і вони здобули перемогу. Оттара і більшість його воїнів було вбито. Дани взяли його і привезли на берег. Там вони кинули свейського конунга на одному пагорбі на поталу звірам і птахам. Потім було поховано в якомусь кургані у Швеції, а до Свеаланду дани відіслали дерев'яного ворона, сказавши, що конунг Оттар не вартий більшого. З тих пір за Оттаром закріпилося прізвисько Вендельський Ворон.
Владу у Світьоді отримав старший син Адільс та брат Онела.

## У «Сазі про Беовульфа»
Є згадка з посиланням на діяльність Еґіла, батька Оттара. Є окремі відомості щодо походів Оттара і його брата Алі проти гетів. Також тут йдеться проти синів Оттара — Адільса й Емунда, їх боротьбу з стрийком Алі.

## Родина
- Адільс, конунг у 520—575 роках
- Емунд (Амунд)